# Joseph Pilates
Joseph Hubertus Pilates (Mönchengladbach, 9 dicembre 1883 – New York, 9 ottobre 1967) è stato un insegnante e imprenditore tedesco naturalizzato statunitense che divenne famoso grazie all'invenzione di un metodo di allenamento fisico-mentale chiamato Contrología che permetteva di escludere la mente dal controllo del corpo e ottenere quindi, paradossalmente, la perfetta padronanza del movimento del corpo stesso, come pura azione. Questo metodo di allenamento oggi è conosciuto come Metodo Pilates.

## Biografia

### I primi anni
Joseph Pilates nacque nella città tedesca di Mönchengladbach, vicino a Düsseldorf. Suo padre, il cui cognome originale era Pilatu, aveva origine greca e fu un atleta pluripremiato in Germania. Pare che da piccolo il padre venisse preso in giro dai suoi coetanei che lo schernivano dicendo "Ponzio Pilato, assassino di Gesù Cristo" e proprio per questo motivo successivamente decise di cambiare il suo cognome in Pilates. Sua madre, invece, era una naturopata di origine tedesca.
Joseph era un bimbo magro e cagionevole di salute. Infatti soffrì di asma, rachitismo e febbre reumatica, patologie che lo portarono a sviluppare una muscolatura debole che gli causò alterazioni posturali e anchilosi articolari che gli provocarono una diminuzione o incapacità di movimento.
Questi suoi problemi a livello fisico lo portarono a decidere di studiare attentamente il corpo umano, cercando di scoprire il modo di rinforzarlo e rinvigorirlo attraverso l'esercizio fisico. Il vecchio medico di famiglia gli regalò un vecchio libro di anatomia, dal quale iniziò a studiare tutte le parti del corpo. Allo stesso tempo si dedicò a uno studio molto attento del movimento negli animali, filosofia orientale e i metodi di allenamento dei Greci e dei Romani. Questi due popoli Antichi erano secondo Joseph gli esempi da seguire poiché a parer suo erano riusciti a raggiungere l'equilibrio ideale tra corpo, mente e spirito. Inoltre, in un'intervista rilasciata nel 1959 a un giornale di New York, Joseph Pilates dichiarò di basare il suo metodo sull'innocenza e la semplicità ed essenzialità del movimento dei bebè e dei gatti, caratteristiche che si re-incontrano nei movimenti degli esercizi del Metodo Pilates. Altre discipline praticate che influirono sul suo nuovo metodo di allenamento furono il culturismo, la lotta, lo yoga, il Tai Chi, la meditazione zen e la ginnastica, unite a un grande studio della biomeccanica del corpo e al corretto utilizzo della respirazione.
La determinazione a superare le sue difficoltà a livello fisico fu talmente grande che a quattordici anni, dopo aver superato le patologie da cui era affetto, iniziò a posare come modello anatomico e diventò un grande sportivo (raggiunse buoni risultati nella boxe e nella ginnastica e acquisì un buon livello come nuotatore, sub e sciatore).

### Il periodo inglese
Nel 1912, Joseph si trasferì in Inghilterra per migliorare la sua tecnica da boxeur; lavorò al circo e presso una palestra come istruttore di difesa personale (dicono che fu l'insegnante dei detective di Scotland Yard).
Nel 1914, essendo diventato una stella circense, viaggiò per tutta l'Inghilterra insieme al fratello, esibendosi in numeri acrobatici dove sembrava "una statua greca vivente", come Eugen Sandow, considerato il padre del culturismo in quegli anni.
Arrivato a Lancaster, e con l'inizio della Prima Guerra Mondiale, Joseph fu internato in un campo di concentramento a causa della sua nazionalità tedesca. Da allora, si impegnò ad addestrare gli internati con lezioni di lotta e difesa personale in modo da migliorarne lo stato psico-fisico: iniziò a ideare una serie di esercizi destinati ad essere fatti in uno spazio ridotto e limitato; iniziò a sviluppare il suo metodo "Il Metodo Pilates". Successivamente venne trasferito in un altro campo a Isle of Man, dove lavorò come barelliere in un ospedale e quindi incominciò a trattare feriti di guerra. Visto che a causa del loro stato di salute molti feriti non potevano alzarsi dal loro letto, Joseph montò un sistema di molle sui letti dei pazienti, i quali riuscivano così ad esercitarsi anche da sdraiati. 
Finita la guerra ritornò in Germania. Gli venne riconosciuto il buon lavoro effettuato con gli internati del campo di concentramento e gli venne offerto di seguire la preparazione e allenare a livello di autodifesa la polizia militare di Amburgo. Oltre a questo impiego, ritornato in Germania, iniziò ad avere clienti privati come il ballerino e teorico della danza Rudolf Laban, che integrò nelle sue teorie alcune tecniche di Pilates, e Mary Wigman, una famosa ballerina e coreografa che introdusse alcuni degli esercizi del Metodo Pilates come riscaldamento nelle sue lezioni di danza. Infine in questi anni si dedicò anche alla riabilitazione di reduci di guerra per i quali installò delle corde alle estremità del letto in modo da immobilizzarne le estremità e successivamente aggiunse delle carrucole (da cui derivarono due macchine da allenamento Pilates: il cadillac e il reformer).
Joseph Pilates divenne molto famoso anche tra i medici poiché con il suo metodo otteneva una buona riabilitazione dei pazienti più rapida e integrale e soprattutto al di fuori delle strutture ospedaliere. Per la sua notorietà e per l'efficacia del suo metodo, tra il 1923 e il 1926, Joseph fu invitato ad allenare il nuovo esercito tedesco, ma rinunciò all'incarico poiché non condivideva gli ideali politici tedeschi e consigliò come allenatori Nat Fleischer con l'aiuto del pugile Max Schmeling.
Successivamente a questa decisione decise di espatriare negli Stati Uniti.

### Gli anni d'oro
Sulla nave che lo portava negli Stati Uniti, Joseph Pilates conobbe una donna di nome Clara, maestra della scuola dell'infanzia, che diventerà la sua seconda sposa (non si hanno notizie sulla sua prima moglie).
Nel 1926 Joseph e Clara aprirono, al numero 939 della Eighth Avenue di Manhattan (New York), uno studio per permettere l'analisi e l'applicazione del Metodo Pilates. Nello studio iniziò a lavorare con gli strumenti e le macchine creati per la riabilitazione (cadillac e reformer) e ne creó altre nuove come la silla Wunda e il barrel. Tutte le macchine vennero fabbricate in legno d'acero dal fratello Fred, che era un carpentiere.
Subito divenne popolare tra coreografi e ballerini, anche perché all'interno dello stesso edificio c'erano scuole di danza e sale prove. Il suo metodo aiutava i ballerini a migliorare la loro tecnica e a recuperare più velocemente le lesioni dovute ad allenamenti intensivi. Nel suo studio iniziarono ad andare coreografi famosi come Ruth St. Denis e Ted Shawn, in seguito anche Jerome Robbins, George Balanchine e Martha Graham e altre persone famose come l'attore José Ferrer o lo scrittore Christopher Isherwood. Inoltre la danzatrice e coreografa Hanya Holm iniziò a inserire gli esercizi di Pilates nelle sue lezioni di danza.
Nel 1934, insieme all'editore Judd Robins pubblicò "Your health: a corrective system of exercising that revolutionizes the entire field of physical education (La tua salute: un sistema di esercizi correttivi che rivoluziona il campo dell'Educazione Fisica)": un piccolo libro di appena sessanta pagine nel quale, con un linguaggio che talvolta può sembrare inadeguato, Joseph descrive la sua filosofia di vita, la sua teoria sulla salute, sull'igiene e sull'esercizio fisico.
Tra il 1941 e il 1951 Pilates e Clara parteciparono al festival della danza Jacob's Pillow, creato da Ted Shawn sulle montagne Berkshire, in Massachusetts. In questo modo sia la gente ricca e famosa sia persone di altre classi sociali iniziarono a conoscere il Metodo Pilates.
Nel 1945, insieme a William J. Miller e Judd Robbins, Pilates pubblicò "Return to life through contrology", un manuale nel quale c'è un'introduzione di Miller che spiega i fondamentali del Pilates e i suoi 34 esercizi basilari.